# Musaranya nana del Transvaal
La musaranya nana del Transvaal (Suncus lixus) és una espècie de mamífer de la família de les musaranyes (Soricidae). Viu a Angola, Botswana, la República Democràtica del Congo, Kenya, Malawi, Namíbia, Tanzània, Zàmbia i Zimbàbue. El seu hàbitat natural són els boscos secs tropicals o subtropicals i les sabanes seques.